# Uredo ulei
Uredo ulei é uma espécie de fungo. pertence ao grupo Basidiomycota e foi descrito pela primeira vez por Paul Christoph Hennings em 1905.  Uredo ulei pertence à ordem Uredo, à ordem Pucciniales, à ordem Pucciniomycetes, à ordem Basidiomycota e ao reino dos cogumelos.